# Liên hoan phim quốc tế Tokyo
Liên hoan phim quốc tế Tokyo (tiếng Nhật: 東京国際映画祭, Tōkyō kokusai eiga-sai, tiếng Anh: Tokyo International Film Festival, viết tắt là TIFF) là một liên hoan phim được thành lập năm 1985. Từ năm 1985 tới năm 1991, liên hoan này được tổ chức mỗi 2 năm một lần vào các năm lẻ, sau đó từ năm 1992 trở đi liên hoan này được tổ chức hàng năm. Liên hoan phim này cùng với Liên hoan phim quốc tế Thượng Hải là 2 liên hoan phim quốc tế hạng A duy nhất của châu Á, được Liên đoàn quốc tế các Hiệp hội các nhà sản xuất phim (FIAPF) công nhận. Ngân sách của Liên hoan phim quốc tế Tokyo năm 2007 lên tới 1,3 tỷ yen.
Các giải thưởng được trao trong liên hoan phim đã thay đổi trong suốt thời gian diễn ra, nhưng Tokyo Grand Prix, được trao cho phim hay nhất, vẫn là giải thưởng cao nhất. Các giải thưởng khác được trao thường xuyên bao gồm Giải thưởng Ban giám khảo đặc biệt và các giải thưởng dành cho nam diễn viên chính xuất sắc nhất, nữ diễn viên chính xuất sắc nhất và đạo diễn xuất sắc nhất. 
Trong những năm gần đây, các sự kiện chính của lễ hội đã được tổ chức trong hơn một tuần vào cuối tháng 10, tại khu phát triển Roppongi Hills. Các sự kiện bao gồm chiếu ngoài trời, chiếu lồng tiếng và sự xuất hiện của các diễn viên cũng như các cuộc hội thảo và hội nghị chuyên đề liên quan đến thị trường điện ảnh.

## Danh sách các kỳ và người đoạt giải
| Lần  | Năm  | Người Chiến Thắng                                              | Người Chiến Thắng                                         | Người Chiến Thắng                                                 | Người Chiến Thắng                                                        | Người Chiến Thắng                                                                              |
| Lần  | Năm  | Tokyo Grand Prix Đạo diễn                                      | Đạo Diễn Phim                                             | Nam diễn viên xuất sắc Phim                                       | Nữ diễn viên xuất sắc Phim                                               | Special Jury Prize Đạo diễn                                                                    |
| ---- | ---- | -------------------------------------------------------------- | --------------------------------------------------------- | ----------------------------------------------------------------- | ------------------------------------------------------------------------ | ---------------------------------------------------------------------------------------------- |
| 1st  | 1985 | Câu lạc bộ Bão lớn Shinji Sōmai                                | Péter Gothár Time Stands Still                            | Không trao giải                                                   | Không trao giải                                                          | Jacques and November François Bouvier and Jean Beaudry Kiss of the Spider Woman Héctor Babenco |
| 2nd  | 1987 | Lão tỉnh Wu Tianming                                           | Lana Gogoberidze Turnover                                 | Trương Nghệ Mưu Lão tỉnh                                          | Rachel Ward The Good Wife                                                | Housekeeping Bill Forsyth                                                                      |
| 3rd  | 1989 | That Summer of White Roses Rajko Grlić                         | Rajko Grlić That Summer of White Roses                    | Marlon Brando A Dry White Season                                  | Elena Yakovleva Intergirl                                                | Intergirl Pyotr Todorovsky                                                                     |
| 4th  | 1991 | City of Hope John Sayles                                       | Alan Parker The Commitments                               | Otar Megvinetukhutsesi Get Thee Out                               | Zhao Lirong The Spring Festival                                          | A Brighter Summer Day Edward Yang The Spring Festival Huang Jianchong                          |
| 5th  | 1992 | White Badge Chung Ji-young                                     | Chung Ji-young White Badge                                | Max Von Sydow The Silent Touch                                    | Lumi Cavazos Like Water for Chocolate                                    | About Love, Tokyo Mitsuo Yanagimachi                                                           |
| 6th  | 1993 | The Blue Kite Điền Tráng Tráng                                 | Taylor Hackford Blood In Blood Out                        | Masahiro Motoki Last Song                                         | Lü Liping The Blue Kite Lolita Davidovich Younger and Younger            | Searching for Bobby Fischer Steven Zaillian                                                    |
| 7th  | 1994 | The Day the Sun Turned Cold Yim Ho                             | Yim Ho The Day the Sun Turned Cold                        | Niu Zhenhua Back to Back, Face to Face                            | Debra Winger A Dangerous Woman                                           | 47 Ronin Kon Ichikawa                                                                          |
| 8th  | 1995 | Không trao giải                                                | Joseph Novoa Sicario                                      | Không trao giải                                                   | Yasuko Tomita The Christ of Nanjing                                      | The Man Who Read Music from Plates Jan Jakub Kolski                                            |
| 9th  | 1996 | Kolya Jan Svěrák                                               | Wu Tianming The King of Masks                             | Zhu Xu The King of Masks                                          | Hildegun Riise and Marie Theisen The Other Side of Sunday                | In Full Gallop Krzysztof Zanussi Libertarias Vicente Aranda                                    |
| 10th | 1997 | The Perfect Circle Ademir Kenović Beyond Silence Caroline Link | Ademir Kenović The Perfect Circle                         | Koji Yakusho Cure                                                 | Lưu Nhược Anh và Jing Tseng Murmur of Youth                              | Brassed Off Mark Herman                                                                        |
| 11th | 1998 | Open Your Eyes Alejandro Amenábar                              | Guy Ritchie Lock, Stock and Two Smoking Barrels           | Brad Renfro Apt Pupil                                             | Maki Miyamoto The Geisha House                                           | Leaf on a Pillow Garin Nugroho                                                                 |
| 12th | 1999 | Darkness and Light Chang Tso-chi                               | Martha Fiennes Onegin                                     | Carlos Alvarez-Novoa Alone                                        | María Galiana Alone                                                      | Rainbow Trout Chong-won Park                                                                   |
| 13th | 2000 | Amores perros Alejandro González Iñárritu                      | Alejandro González Iñárritu Amores perros                 | Moussa Maaskri Mondialito                                         | Jennifer Jason Leigh The King is Alive                                   | Virgin Stripped Bare by Her Bachelors Hong Sang-soo                                            |
| 14th | 2001 | Slogans Gjergj Xhuvani                                         | Reza Mirkarimi Under the Moonlight Gjergj Xhuvani Slogans | Andrew Howard Mr In-Between                                       | Luiza Xhuvani Slogans                                                    | Under the Moonlight Reza Mirkarimi                                                             |
| 15th | 2002 | Broken Wings Nir Bergman                                       | Carlo Rola Sass                                           | Graham Greene Skins                                               | Donatella Finocchiaro Angela                                             | Hotel Hibiscus Yuji Nakae                                                                      |
| 16th | 2003 | Noãn Hoắc Kiến Khởi                                            | Chris Valentien and Till Schauder Santa Smokes            | Teruyuki Kagawa Noãn                                              | Shinobu Terajima Vibrator Khristy Jean Hulslander Santa Smokes           | The Suit Bakhtyar Khudojnazarov                                                                |
| 17th | 2004 | Whisky Juan Pablo Rebella và Pablo Stoll                       | Im Chan-sang The President's Barber                       | Olzhas Nusuppaev Schizo                                           | Mirella Pascual Whisky                                                   | Kekexili: Mountain Patrol Lu Chuan                                                             |
| 18th | 2005 | What the Snow Brings Kichitaro Negishi                         | Kichitaro Negishi What the Snow Brings                    | Kōichi Satō What the Snow Brings                                  | Helena Bonham Carter Conversations with Other Women Jin Yaqin You and Me | Conversations with Other Women Hans Canosa                                                     |
| 19th | 2006 | OSS 117: Cairo, Nest of Spies Michel Hazanavicius              | Jonathan Dayton and Valerie Faris Little Miss Sunshine    | Roy Dupuis The Rocket                                             | Abigail Breslin Little Miss Sunshine                                     | Thirteen Princess Trees Lü Yue                                                                 |
| 20th | 2007 | The Band's Visit Eran Kolirin                                  | Peter Howitt Dangerous Parking                            | Damian Ul Tricks                                                  | Shefali Shah Gandhi, My Father                                           | The Western Trunk Line Li Ji-xian                                                              |
| 21st | 2008 | Tyulpan Sergey Dvortsevoy                                      | Sergey Dvortsevoy Tyulpan                                 | Vincent Cassel Mesrine                                            | Félicité Wouassi With a Little Help from Myself                          | Four Nights with Anna Jerzy Skolimowski                                                        |
| 22nd | 2009 | Eastern Plays Kamen Kalev                                      | Kamen Kalev Eastern Plays                                 | Christo Christov Eastern Plays                                    | Julie Gayet Eight Times Up                                               | Rabia Sebastián Cordero                                                                        |
| 23rd | 2010 | Intimate Grammar Nir Bergman                                   | Gilles Paquet-Brenner Sarah's Key                         | Vương Thiên Nguyên Dương cầm thép                                 | Phạm Băng Băng Quan Âm sơn                                               | Postcard Kaneto Shindo                                                                         |
| 24th | 2011 | 1+1 Éric Toledano and Olivier Nakache                          | Ruben Östlund Play                                        | François Cluzet 1+1                                               | Glenn Close Albert Nobbs                                                 | The Woodsman and the Rain Shuichi Okita                                                        |
| 25th | 2012 | The Other Son Lorraine Lévy                                    | Lorraine Lévy The Other Son                               | Seo Young-joo Juvenile Offender                                   | Neslihan Atagül Araf                                                     | Juvenile Offender Kang Yi-kwan                                                                 |
| 26th | 2013 | We Are the Best! Lukas Moodysson                               | Benedikt Erlingsson Of Horses and Men                     | Vương Cảnh Xuân To Live and Die in Ordos                          | Eugene Domingo Barber's Tales                                            | Bending the Rules Behnam Behzadi                                                               |
| 27th | 2014 | Heaven Knows What Joshua Safdie and Ben Safdie                 | Joshua Safdie and Ben Safdie Heaven Knows What            | Robert Więckiewicz The Mighty Angel                               | Rie Miyazawa Pale Moon                                                   | The Lesson Kristina Grozeva and Petar Valchanov                                                |
| 28th | 2015 | Nise: The Heart of Madness Roberto Berliner                    | Mustafa Kara Cold of Kalandar                             | Roland Møller và Louis Hofmann Land of Mine                       | Glória Pires Nise: The Heart of Madness                                  | All Three of Us Kheiron                                                                        |
| 29th | 2016 | The Bloom of Yesterday Chris Kraus                             | Hana Jušić Quit Staring at My Plate                       | Paolo Ballesteros Die Beautiful                                   | Lene Cecilia Sparrok Sami Blood                                          | Sami Blood Amanda Kernell                                                                      |
| 30th | 2017 | Grain Semih Kaplanoğlu                                         | Edmund Yeo Aqérat (We, The Dead)                          | Đoạn Dịch Hoành The Looming Storm                                 | Adeline D'Hermy Maryline                                                 | Crater Silvia Luzi and Luca Bellino                                                            |
| 31st | 2018 | Amanda Mikhaël Hers                                            | Edoardo De Angelis The Vice of Hope                       | Jesper Christensen Before the Frost                               | Pina Turco The Vice of Hope                                              | Before the Frost Michael Noer                                                                  |
| 32nd | 2019 | Uncle Frelle Petersen                                          | Saeed Roustayi Just 6.5                                   | Navid Mohammadzadeh Just 6.5                                      | Nadia Tereszkiewicz Only the Animals                                     | Atlantis Valentyn Vasyanovych                                                                  |
| 33rd | 2020 | Không có tổ chứ do đại dịch COVID-19.                          | Không có tổ chứ do đại dịch COVID-19.                     | Không có tổ chứ do đại dịch COVID-19.                             | Không có tổ chứ do đại dịch COVID-19.                                    | Không có tổ chứ do đại dịch COVID-19.                                                          |
| 34th | 2021 | Vera Dreams of the Sea Kaltrina Krasniqi                       | Darezhan Omirbaev Poet                                    | Amir Aghaei, Fatih Al, Bariş Yildiz, và Onur Buldu The Four Walls | Julia Chávez The Other Tom                                               | La civil Teodora Mihai                                                                         |
| 35th | 2022 | The Beasts Rodrigo Sorogoyen                                   | Rodrigo Sorogoyen The Beasts                              | Denis Ménochet The Beasts                                         | Aline Küppenheim 1976                                                    | World War III Houman Seyyedi                                                                   |
| 36th | 2023 | Snow Leopard Pema Tseden                                       | Kishi Yoshiyuki (Ab)normal Desire                         | Yasna Mirtahmasb Roxana                                           | Zar Amir Ebrahimi Tatami                                                 | Tatami Guy Nattiv, Zar Amir Ebrahimi                                                           |